# Allan Christiansen
Allan Christiansen født 1935 er en dansk atlet.
Christiansen er oprindeligt fra Sønderjylland og startede i med atletik i Tønder SF, men flyttede til København i 1954 og var derefter i Københavns IF. Han har vundet fire danske mesterskaber to på 200 meter og to på 400 meter samt tre stafet guld. Han var på landsholdet seks gange.

## Danske mesterskaber
- Sølv 1956 400 meter 49.7
- Sølv 1956 4 x 100 meter 44.1
- Guld 1956 4 x 400 meter 3:23.1
- Guld 1955 200 meter 22.2
- Guld 1955 400 meter 49.4
- Guld 1955 4 x 400 meter 3:23.5
- Guld 1954 200 meter 22.5
- Guld 1954 400 meter 50.9
- Guld 1954 4 x 100 meter 44.2
- Bronze 1954 4 x 400 meter 3:34.8
- Sølv 1953 100 meter 11.3
- Sølv 1953 200 meter 22.7

## Personlige rekorder
- 100 meter: 10,8 Frederiksborg, 4. september 1955
- 200 meter: 22,1 Østerbro, 22. august 1955
- 400 meter: 48,6 Østerbro, 21. august 1955. DJR